# إدارة سانتا باربرا
إدارة سانتا باربرا (بالإنجليزية: Santa Bárbara Department, Honduras)‏ هي إدارة في هندوراس، تتبع هندوراس، بلغ عدد سكانها 421٬337 نسمة، في 2013، عاصمتها سانتا باربارا، هندوراس، تبلغ مساحتها 5٬024 كيلومتر مربع، رمزها البريدي هو 22101.